# Список эпизодов телесериала «Необходимая жестокость»
Список серий американского телесериала «Необходимая жестокость» в жанре драмы и спортивной драмы, который транслировался на телеканале USA Network с 29 июня 2011 года по 21 августа 2013 года.

## Обзор сезонов
| Сезон | Сезон | Эпизоды | Оригинальная дата показа | Оригинальная дата показа |
| Сезон | Сезон | Эпизоды | Премьера сезона          | Финал сезона             |
| ----- | ----- | ------- | ------------------------ | ------------------------ |
|       | 1     | 12      | 29 июня 2011             | 14 сентября 2011         |
|       | 2     | 16      | 6 июня 2012              | 20 февраля 2013          |
|       | 3     | 10      | 12 июня 2013             | 21 августа 2013          |

## Список серий

### Сезон 1 (2011)
| № общий | № в сезоне | Название                                        | Режиссёр         | Автор сценария                                               | Дата премьеры    | Зрители в США (млн) |
| --- | ---------- | ----------------------------------------------- | ---------------- | ------------------------------------------------------------ | ---------------- | ------------------- |
| 1 | 1          | «Pilot» «Пилотная серия»                        | Кевин Даулинг    | Лиз Крюгер и Крейг Шепиро                                    | 29 июня 2011     | 4,67                |
| Доктор Дэни Сантино разводится со своим мужем, с которым прожила в браке 17 лет и который изменял ей, и начинает работать на футбольную команду «Нью-Йоркские Ястребы» в качестве спортивного психотерапевта. Главным её клиентом становится неуправляемый звездный игрок Ти Кей. Тем временем бывший муж Дэни Рэй пытается завоевать право опеки над детьми.                                                                      |            |                                                 |                  |                                                              |                  |                     |
| 2 | 2          | «Anchor Management» «Управление ведущим»        | Рон Андервуд     | Джеффри Либер и Трейси МакМиллан                             | 6 июля 2011      | 4,42                |
| Доктор Дэни начинает работать с ведущим новостей, сделавшим в эфире поразительные ошибки. Тем временем Ти Кей пропускает игру, а Линдси начинает встречаться с парнем, который кажется Дэни очень подозрительным. |            |                                                 |                  |                                                              |                  |                     |
| 3 | 3          | «Spinning Out» «Штопор»                         | Кевин Даулинг    | Лиз Крюгер и Крейг Шепиро                                    | 13 июля 2011     | 3,99                |
| Дэни лечит автогонщика, который нуждается в восстановление уверенности в себе после ужасной аварии. Тем временем Линдси и Рэй Джей устраивают в доме вечеринку, а Ти Кей ввязывается в драку с новичком в команде «Ястребов». |            |                                                 |                  |                                                              |                  |                     |
| 4 | 4          | «Habit Forming» «Вырабатывание привычки»        | Джон Фортенберри | Илди Модрович                                                | 20 июля 2011     | 4,20                |
| Новый защитник находится на гране увольнения, когда несколько раз пропускает игры. Доктор Дэни приходится выяснять причину его отсутствий на практике. Между тем, личная информация, касающаяся пациентов Дэни становится достоянием общественности, а Мэтт воссоединяется с другом с вредными привычками. |            |                                                 |                  |                                                              |                  |                     |
| 5 | 5          | «Poker Face» «Бесстрастное лицо»                | Дэвид Гроссман   | Стив Крайзер и Марк А. Алтман                                | 27 июля 2011     | 4,21                |
| Профессиональный игрок в покер хочет, чтобы Дэни вылечила его от того, что те, с кем он играет начинают понимать, когда он блефует. Однако все оказывается не так прозрачно, как казалось на первый взгляд. Между тем, «Ястребы» нанимают публициста для улучшения имиджа Ти Кея. |            |                                                 |                  |                                                              |                  |                     |
| 6 | 6          | «Dream On» «Помечтай»                           | Энди Уолк        | Марк Крюгер                                                  | 3 августа 2011   | 4,46                |
| Тайлеру Пэкстону, восходящей звезде экстремального спорта продолжительное время снится один и тот же кошмар, который начинает угрожать его успеху. Тем временем Дэни идет на встречу выпускников, зная, что её бывший муж Рэй тоже там будет. Ти Кей привлекает к себе слишком много нежелательного внимания, Джанетт мечтает влюбиться в бывшего одноклассника Джеральда, который оказывается транссексуалом по имени Джеральдин. |            |                                                 |                  |                                                              |                  |                     |
| 7 | 7          | «Whose Team Are You On?» «За какую ты команду?» | Элоди Кин        | Антуанетт Стелла                                             | 10 августа 2011  | 4,14                |
| Доктор Дэни должна разобраться во вражде, неожиданно вспыхнувшей между женами игроков. Тем временем Нико помогает дочери Питтмана разрешить проблемы личного характера, а Ти Кей начинает искать нового психолога, когда Дэни говорит ему, что он перешел все границы, установленные ею в его отношении её детей. |            |                                                 |                  |                                                              |                  |                     |
| 8 | 8          | «Losing Your Swing» «Потеря направления»        | Глория Мазио     | Трейси МакМиллан                                             | 17 августа 2011  | 4,21                |
| Дэни начинает работать с ассистентом восходящей звезды гольфа, а Ти Кею назначают нового терапевта с весьма экстравагантными методами лечения. Тем временем Дэни встречает своего бывшего профессора, который теперь проявляет к ней интерес личного характера. |            |                                                 |                  |                                                              |                  |                     |
| 9 | 9          | «Forget Me Not» «Незабудка»                     | Кевин Хукс       | Дэмени Джонсон и Илди Модрович                               | 24 августа 2011  | 4,19                |
| Успешная молодая женщина-боксер обращается к доктору Дэни, когда во время боя к начинают возвращаться обрывки памяти, и это начинает её пугать. Лазарус продолжает потакать всем прихотям Ти Кея, а Мэтту предлагают работу в другом городе. |            |                                                 |                  |                                                              |                  |                     |
| 10 | 10         | «A Wing and a Player» «Крыло и игрок»           | Тим Хантер       | Стив Крайзер и Марк А. Алтман                                | 31 августа 2011  | 4,00                |
| Дэни должна быстро разрешить проблему с саморазрушением бывшего талисмана «Ястребов» и его проклятием, связанным с командой. |            |                                                 |                  |                                                              |                  |                     |
| 11 | 11         | «Baggage Claim» «Багаж»                         | Джон Т. Кречмер  | История: Колин Свини Телесценарий: Лиз Крюгер и Крейг Шепиро | 7 сентября 2011  | 3,71                |
| Когда способ жизни магната ставит её империю в опасность, она обращается за помощью к Дэни. В то же время у Дэни приближается первая годовщина после её развода, а Нико наносит визит жена Маршалла Питтмана. Нико быстро узнает, что жена Питтмана собирается развестись с мужем и хочет отсудить команду. Ти Кей, тем временем, начинает встречаться с Вивикой.                                                                  |            |                                                 |                  |                                                              |                  |                     |
| 12 | 12         | «Goal Line» «Линия ворот»                       | Кевин Доулинг    | Джеффри Либер и Скотт Д. Шепиро                              | 14 сентября 2011 | 4,01                |
| «Нью-Йоркские Ястребы» выходят в плей-офф, а Ти Кей должен померяться силами с соперником всей его жизни. Тем временем у доктора Дэни появляется новый неожиданный клиент, и Нико должен решить, где заканчивается его лояльность. |            |                                                 |                  |                                                              |                  |                     |

### Сезон 2 (2012-13)
| № общий | № в сезоне | Название                                           | Режиссёр         | Автор сценария                                                        | Дата премьеры   | Зрители в США (млн) |
| --- | ---------- | -------------------------------------------------- | ---------------- | --------------------------------------------------------------------- | --------------- | ------------------- |
| 13 | 1          | «Shrink or Swim» «Сожмись или плыви»               | Элоди Кин        | Лиз Крюгер и Крейг Шапиро                                             | 6 июня 2012     | 3,01                |
| Мистер Хоукс объявляет о проблемах еще перед началом нового сезона. Владелец команды Маршалл Питтман разводится со своей женой, которая пытается получить контроль над командой. Нико пытается найти дочь Питтмана, гадая, могла ли она попасть в новые неприятности или пострадать. Тем временем Дэни пытается скрыть отношения с Мэттом от детей, а Ти Кей старается справиться с последствиями выстрела без помощи доктора Дэни. |            |                                                    |                  |                                                                       |                 |                     |
| 14 | 2          | «To Swerve and Protect» «Отклоняйся и защищайся»   | Роб Морроу       | Натали Шэйдез                                                         | 13 июня 2012    | 2,67                |
| После того, как звездная карьера роллер-дерби рушится, она обращается за помощью к доктору Дэни. Ти Кей ссорится с подругой и должен сделать выбор. |            |                                                    |                  |                                                                       |                 |                     |
| 15 | 3          | «Wide Deceive» «Большой обман»                     | Кевин Даулинг    | История: Скотт Д. Шапиро Телесценарий: Джеффри Либер                  | 20 июня 2012    | 3,01                |
| Дэни присылают новичка для аттестации. Ти Кей пропадает, а Дэни достает новая подружка Рэй Джея. |            |                                                    |                  |                                                                       |                 |                     |
| 16 | 4          | «Slumpbuster» «Снижение интереса»                  | Кевин Хукс       | Уилл МакРобб и Крис Вискарди                                          | 27 июня 2012    | 2,96                |
| Дэни работает с отбивающим, у которого проблемы с ударом по мячу. Питтман начинает странно себя вести. Tи Кею приходится иметь дело с его раной, и Мэтт проводит много времени с Рэй Джеем и Линдси, забывая про отношения с Дэни. |            |                                                    |                  |                                                                       |                 |                     |
| 17 | 5          | «Mr. Irrelevant» «Мистер Неуместный»               | Крейг Шапиро     | Марк Крюгер                                                           | 11 июля 2012    | 2,65                |
| Доктор Дэни работает со всемирно известным иллюзионистом, чей следующий трюк может доказать его прошлый. Кроме того, Дэни рассказывает детям о своих отношениях с Мэттом, а Мэтт в это время учится вести политику фронт-офиса. Кроме того, Ти Кей попадает в Твиттер-войну с хорошо знакомым противником. |            |                                                    |                  |                                                                       |                 |                     |
| 18 | 6          | «What's Eating You?» «Что тебя гложет?»            | Энди Волк        | Ильди Модрович                                                        | 18 июля 2012    | 2,81                |
| Дэни работает со здоровенной проблемой ветерана «Ястребов». Тем временем Ти Кей с ехидством поддаёт жару новобранцу Дэймона Рэйзора. Лучшая подруга Дэни, Джанетт, приезжает в гости, а Линдси идёт к терапевту. |            |                                                    |                  |                                                                       |                 |                     |
| 19 | 7          | «Spell It Out» «Объясни мне это»                   | Тим Хантер       | Дэмани Джонсон                                                        | 25 июля 2012    | 2,76                |
| Ребёнок из конкурса правописания обращается к Дэни со случаем заикания. Между тем, Ти Кей лицом к лицу сталкивается с проблемой, которая, как он надеялся, ушла в историю. Представитель лиги стучится в дверь Нико, а Джанетт никак не может сказать Августо, что она беременна. |            |                                                    |                  |                                                                       |                 |                     |
| 20 | 8          | «A Load of Bull» «Загрузка быка»                   | Антон Кроппер    | Колин Свини                                                           | 1 августа 2012  | 2,06                |
| Дэни лечит профессионального наездника быков. Дэни и Мэтт переживают своё расставание; тем временем, Мэтт и Нико пытаются сдержать репортёра, который приехал в тренировочный лагерь «Ястребов», чтобы сосредоточиться на жизни Ти Кея. Удивительно хорошие оценки Рэй Джея вызывают напряжение в его отношениях с Оливией. |            |                                                    |                  |                                                                       |                 |                     |
| 21 | 9          | «Might as Well Face It» «Столкнись с эти тоже»     | Дэниэл Сакхейм   | Уилл МакРобб и Крис Вискарди                                          | 15 августа 2012 | 2,49                |
| Доктор Дэни работает с профессиональным видео-геймером. Тренировочный лагерь для «Ястребов» заканчивается, и для Мэтта и тренера приходит время решить, кого увольнять. Неудобное прошлое Рэйзора становится его проблемой в настоящем, и когда Ти Кей пытается ему помочь, то становится с очевидным — ему самому срочно требуется помощь.                                                                                         |            |                                                    |                  |                                                                       |                 |                     |
| 22 | 10         | «Double Fault» «Двойная вина»                      | Джеймс Хэйман    | Натали Шайдез                                                         | 22 августа 2012 | 2,57                |
| Дэни работает с парами-теннисистами, у которых всё перемешалось, и не только на корте. Когда из квартиры Ти Кея крадут нечто важное, Мэтт сталкивается с агентом Ти Кея Робом лицом к лицу. Нико раскрывает серьезное нарушение безопасности в «Ястребах». Рэй Джей хочет ещё больше заниматься перед колледжем, а Джанетт ударяется в панику относительно своей беременности.                                                      |            |                                                    |                  |                                                                       |                 |                     |
| 23 | 11         | «All the King's Horses» «Все лошади короля»        | Дэвид Гроссман   | Лиз Крюгер и Крейг Шапиро                                             | 29 августа 2012 | 2,87                |
| По мере того, как приближается открытие сезона для «Ястребов», Дэни, Ти Кей и команда оказываются на грани катастрофы. |            |                                                    |                  |                                                                       |                 |                     |
| 24 | 12         | «Frozen Fish Sticks» «Замороженные рыбные палочки» | Кевин Даулинг    | История: Скотт Д. Шапиро Телесценарий: Джеффри Либер                  | 23 января 2013  | 2,37                |
| Дэни сама должна стать пациентом, чтобы возобновить свою работу; Ти Кей возвращается к работе, но с тревогой обнаруживает, что был заменен. Джульетта и Нико сталкиваются во фронт-офиса после смерти Питтмана. |            |                                                    |                  |                                                                       |                 |                     |
| 25 | 13         | «Hits and Myths» «Удары и мифы»                    | Джон Т. Крэчмер  | Илди Модрович и Дамани Джонсон                                        | 30 января 2013  | 1,97                |
| Дэни работает с рок-звёздами; Ти Кей пытается вернуть свою работу. Тем временем команда приспосабливается к руководству Джульетты, а Дэни пытается проникнуть в своё подсознание, чтобы разобраться в своих чувствах. |            |                                                    |                  |                                                                       |                 |                     |
| 26 | 14         | «The Fall Guy» «Упавший парень»                    | Арлин Сэнфорд    | Скотт Д. Шапиро                                                       | 6 февраля 2013  | 1,86                |
| Доктор Дэни пытается помочь тренеру Пурнеллу сохранять контроль над эмоциями. Кроме того, Нико и Мэтт расследуют очередной крупный скандал. Тем временем, Ти Кей обращается к квотербеку «Ястребов», чтобы попытаться вернуться в команду. |            |                                                    |                  |                                                                       |                 |                     |
| 27 | 15         | «Regret Me Not» «Не прощай меня»                   | Джон Фортенберри | История: Джо Сабатино и Донна Данненфельфер Телесценарий: Марк Крюгер | 13 февраля 2013 | 2,03                |
| Дэни пытается найти причину проблемы с гневом у квотербека Рекса Эванса. Тем временем Ти Кей ищет того, кто может помочь в его проблеме. |            |                                                    |                  |                                                                       |                 |                     |
| 28 | 16         | «There's the Door» «Здесь есть дверь»              | Кевин Даулинг    | Лиз Крюгер и Крэйг Шапиро                                             | 20 февраля 2013 | 1,98                |
| Секретны, всплывшие на поверхность, угрожают вызвать скандал, который может положить конец сезона для «Ястребов». Дэни принимает решение относительно своих чувств к Мэтту и Нико. |            |                                                    |                  |                                                                       |                 |                     |

### Сезон 3 (2013)
| № общий | № в сезоне | Название                                      | Режиссёр         | Автор сценария                                                     | Дата премьеры   | Зрители в США (млн) |
| --- | ---------- | --------------------------------------------- | ---------------- | ------------------------------------------------------------------ | --------------- | ------------------- |
| 29 | 1          | «Ch-Ch-Changes» «Пере-пере-перемены»          | Кевин Даулинг    | Лиз Крюгер и Крэйг Шапиро                                          | 12 июня 2013    | 2,61                |
| Дэни получает заманчивое предложение от бизнесмена. Тем временем Ти Кей пытается приспособиться к своему новому новому тренеру; Нико возвращается, а Дэни помогает бейсболисту противостоять страху полета.                                                   |            |                                               |                  |                                                                    |                 |                     |
| 30 | 2          | «Gimme Some Lovin'» «Дай не немного любви»    | Кевин Даулинг    | Мик Бетанкорт                                                      | 19 июня 2013    | 2,51                |
| Дэни помогает бывшей ребёнку-звезде бороться с растущими болями, которые положили конец её карьере. Коннор работает над обновлением образа V3, чтобы добиться большей поддержки. Нико не согласен с Дэни.                                                     |            |                                               |                  |                                                                    |                 |                     |
| 31 | 3          | «Swimming With Sharks» «В воде с акулами»     | Джеймс Хайман    | Илди Модрович                                                      | 26 июня 2013    | 2,65                |
| Дэни помогает звёздному баскетболисту, чья карьера идёт на спад. Коннор ведет войну с конкурирующей компанией управления. Ти Кей может стать первой жертвой этой войны.                                                                                       |            |                                               |                  |                                                                    |                 |                     |
| 32 | 4          | «Snap Out of It» «Раздвоение личности»        | Элоди Кин        | Дамани Джонсон                                                     | 10 июля 2013    | 2,11                |
| Дэни помогает гуру самопомощи, Нолану, который не верит в терапию разговорами. Тем временем Ти Кей думает, что встретил родственную душу в Шире, а Нико собирает информацию о V3.                                                                             |            |                                               |                  |                                                                    |                 |                     |
| 33 | 5          | «V3 For Vendetta» «V3 значит вендетта»        | Роб Морроу       | Марк Крюгер                                                        | 17 июля 2013    | 2,56                |
| Коннор ищет крота в V3, а Дэни помогает бухгалтеру с секретом. Тем временем отношения Ти Кея с Широй серьёзно усложняются. |            |                                               |                  |                                                                    |                 |                     |
| 34 | 6          | «Good Will Haunting» «Призраки умницы Уилла»  | Джон Фортенберри | Колин Суини                                                        | 24 июля 2013    | 2,45                |
| Дэни работает с писателем-фантастом; скандал с секс-видео угрожает карьере Ти Кея. Между тем, Коннор работает над контролем урона, а у Нико есть информация, которая может сильно повлиять на V3.                                                             |            |                                               |                  |                                                                    |                 |                     |
| 35 | 7          | «Bringing the Heat» «Приносящая жару»         | Тим Хантер       | Скотт Д. Шапиро                                                    | 31 июля 2013    | 2,51                |
| Коннор просит доктора Дэни возобновить курс терапии с её первым клиентом в V3. Ти Кей хочет вернуть Ширу после их распада. Нико продолжает тайно работать на ФБР, расследуя скандал в V3.                                                                     |            |                                               |                  |                                                                    |                 |                     |
| 36 | 8          | «The Game's Afoot» «Игра началась»            | Кевин Хукс       | Илди Модрович и Донна Данненфельшер                                | 7 августа 2013  | 2,34                |
| Доктор Дэни помогает двум звёздам трека с запущенным случаем соперничества между братьями и сестрами. Получение Ти Кеем первого кольца чемпионата поставлено под угрозу. Нико ищет атлета, который просто может быть недостающей частью головоломки с V3.     |            |                                               |                  |                                                                    |                 |                     |
| 37 | 9          | «Sucker Punch» «Запрещенный прием»            | Грег Прэнге      | История: Мик Бетанкорт Телесценарий: Дамани Джонсон и Джо Сабатино | 14 августа 2013 | 2,35                |
| Дэни работает с боксёром чемпионата, который хочет вернуться на ринг. Ти Кей ищет лечения в клинике V3, в то время как Нико следует новой наводке, которая также приводит его в клинику. Эбби сомневается на чьей стороне она теперь находится на самом деле. |            |                                               |                  |                                                                    |                 |                     |
| 38 | 10         | «Sympathy For the Devil» «Сочувствие дьяволу» | Кевин Даулинг    | Лиз Крюгер и Крэйг Шапиро                                          | 21 августа 2013 | 2,36                |
| Доктор Дэни ищет своего пропавшего клиента, а у Нико есть сюрприз. Тем временем скандал с V3 достигает пика, а Ти Кея могут отправить на скамейку запасных на время большой игры.                                                                             |            |                                               |                  |                                                                    |                 |                     |